# Rumen Radev
Rumen Georgiev Radev (bulharsky Румен Георгиев Радев; * 18. června 1963 Dimitrovgrad) je bulharský voják a politik, jenž od ledna 2017 zastává úřad prezidenta Bulharska. V hodnosti armádního generála působil jako velitel bulharského letectva.

## Život
Do roku 1990 byl členem Bulharské komunistické strany. Je absolventem Vojenské akademie Georgiho Rakovskiho v Sofii a americké USAF Air War College.

### Prezidentské volby 2016
Jako nezávislý kandidát, podporovaný opozičními socialisty, porazil v listopadu roku 2016 v druhém kole bulharských prezidentských voleb proevropskou a vládní kandidátku Cecku Cačevovou. Médii byl v průběhu voleb označován za proruského kandidáta. Během svého prvního funkčního období usiloval o posílení prezidentských pravomocí a silně se vymezoval proti premiérovi Bojkovi Borisovovi, jehož obviňoval z korupce. 

### Prezidentské volby 2021
Podruhé byl zvolen v roce 2021, když ve druhém kole získal 66,7 % hlasů a porazil literárního vědce Anastase Gerdžikova.
Při návštěvě Prahy v květnu 2022 odsoudil ruskou invazi na Ukrajinu, která podle něj „narušuje ustálený mezinárodní řád, desetiletí vytvářenou architekturu bezpečnosti v Evropě.“